# Marius Johnsen
Marius Johnsen (* 28. August 1981 in Kristiansand) ist ein norwegischer ehemaliger Fußballspieler.

## Sportlicher Werdegang

### Vereine
Der Abwehrspieler Johnsen begann beim norwegischen Fußballklub FK Vigør seine Karriere, bevor er im Januar 2003 zum Tippeligaen-Verein Start Kristiansand wechselte. Hier erreichte er zusammen mit der Mannschaft in der Saison 2005 den zweiten Platz und spielte nach erfolgreicher Qualifikation im UEFA-Pokal 2006/07.
Am 2. Januar 2007 wurde Johnsen von IK Start, wo er noch einen Vertrag bis Juni 2007 besitzt, bis zum Ende der Spielzeit 2006/07 an den Zweitligisten 1. FC Köln ausgeliehen. Am 26. Januar 2007 feierte Johnsen sein Debüt für den 1. FC Köln im Spiel gegen den SV Wacker Burghausen (3:1). Am 25. April 2007 gab der 1. FC Köln bekannt, dass er die Option auf Johnsen nicht in Anspruch nehmen werde. Die geforderte Ablösesumme von 800.000 Euro war den Vereinsverantwortlichen zu hoch. Johnsen wechselte im Sommer 2007 zum norwegischen Club Lillestrøm SK, wo er bis Ende 2010 blieb.

### Nationalmannschaft
Marius Johnsen gab am 8. Oktober 2005 beim Qualifikationsspiel gegen die Moldau sein Debüt in der Nationalmannschaft Norwegens.

## Privatleben
Espen Johnsen, der Torwart des norwegischen Fußballvereins Rosenborg BK und ebenso norwegischer Nationalspieler, ist Marius’ älterer Bruder.